# Cladonia monomorpha
Cladonia monomorpha är en lavart som beskrevs av Aptroot, Sipman och Kok van Herk. Cladonia monomorpha ingår i släktet Cladonia, och familjen Cladoniaceae. Arten är reproducerande i Sverige.